# Bengkulu (città)
Bengkulu (in epoca coloniale conosciuta come Bengkoelen, Benkoelen o Benkulen) è una città di 328 827 abitanti (2014), capitale della omonima provincia, sull'isola indonesiana di Sumatra.
Mercanti inglesi vi stabilirono una stazione commerciale nel 1685, seguita, nel 1710 dalla costruzione di Fort Marlborough. 

Essa venne scambiata con la colonia olandese di Malacca, secondo i termini del Trattato anglo-olandese del 1824, che fissò la delimitazione territoriale che, a tutt'oggi, segna il confine fra Malaysia ed Indonesia.

## Amministrazione
Bengkulu è una città con lo status di reggenza. È suddivisa in 8 kecamatan:
- Gading Cempaka
- Kampung Melayu
- Muara Bangkahulu
- Ratu Agung
- Ratu Samban
- Selebar
- Sungai Serut
- Teluk Segara